# Matt Carpenter (baseball)
Pour les articles homonymes, voir Matt Carpenter et Carpenter.
Matthew Martin Carpenter (né le 26 novembre 1985 à Sugar Land, Texas, États-Unis) est un joueur troisième but des Ligues majeures de baseball  qui a joué durant 11 saisons pour les Cardinals de Saint-Louis. En 2022, il joue quelques parties pour les Rangers du Texas avant d'être réclamé en mai par les Yankees de New York. En 2023, il évolue comme frappeur désigné pour les Padres de San Diego.

## Carrière
Joueur de la Texas Christian University de Fort Worth, Matt Carpenter est repêché en 13e ronde par les Cardinals de Saint-Louis en 2009.
Il fait ses débuts dans les majeures pour Saint-Louis le 4 juin 2011. À ce premier match, il réussit son premier coup sûr, un double contre Kerry Wood des Cubs de Chicago. Il dispute 7 matchs des Cardinals cette saison-là avant de graduer dans l'effectif à temps plein la saison suivante.

### Saison 2012
Il réussit son premier coup de circuit en carrière le 15 avril 2012 aux dépens de Lendy Castillo des Cubs de Chicago. Il termine sa saison recrue avec 6 circuits, 46 points produits et une moyenne au bâton de ,294 en 114 parties jouées. Il termine sixième au vote désignant la recrue de l'année dans la Ligue nationale. Il joue pour la première fois en séries éliminatoires, où il frappe 3 coups sûrs dont un circuit en 9 présences au bâton dans la Série de championnat contre San Francisco.

### Saison 2013
En 2013, Carpenter est pour la première fois invité au match des étoiles. Il connaît la meilleure saison de sa carrière alors qu'il mène tous les joueurs du baseball majeur avec 199 coups sûrs, 55 doubles et 126 points marqués. Installé au premier rang de l'ordre des frappeurs des Cardinals, sa moyenne de présence sur les buts est à ,392 la seconde meilleure de tous les premiers frappeurs du baseball après celle de Shin-Soo Choo (,423) pour Cincinnati. Carpenter est troisième pour le total de buts (301) dans la Ligue nationale. Sa moyenne au bâton s'élève à ,318 en 717 passages au bâton, le 2e plus grand nombre de la Nationale et le 3e total plus élevé des majeures après Joey Votto (726) de Cincinnati et Dustin Pedroia (724) de Boston. Il réussit 7 triples, 11 circuits et récolte 78 points produits. Il remporte le Bâton d'argent du meilleur joueur de deuxième but offensif de la Ligue nationale et termine 4e au vote désignant le meilleur joueur de la ligue en 2013. Il connaît cependant des séries éliminatoires quelque peu difficile avec 15 coups sûrs en 69 présences officielles au bâton pour une moyenne de ,203 mais il réussit 8 de ces coups sûrs au cours des 6 matchs de la Série mondiale 2013 perdue par les Cardinals contre Boston.

### Saison 2014

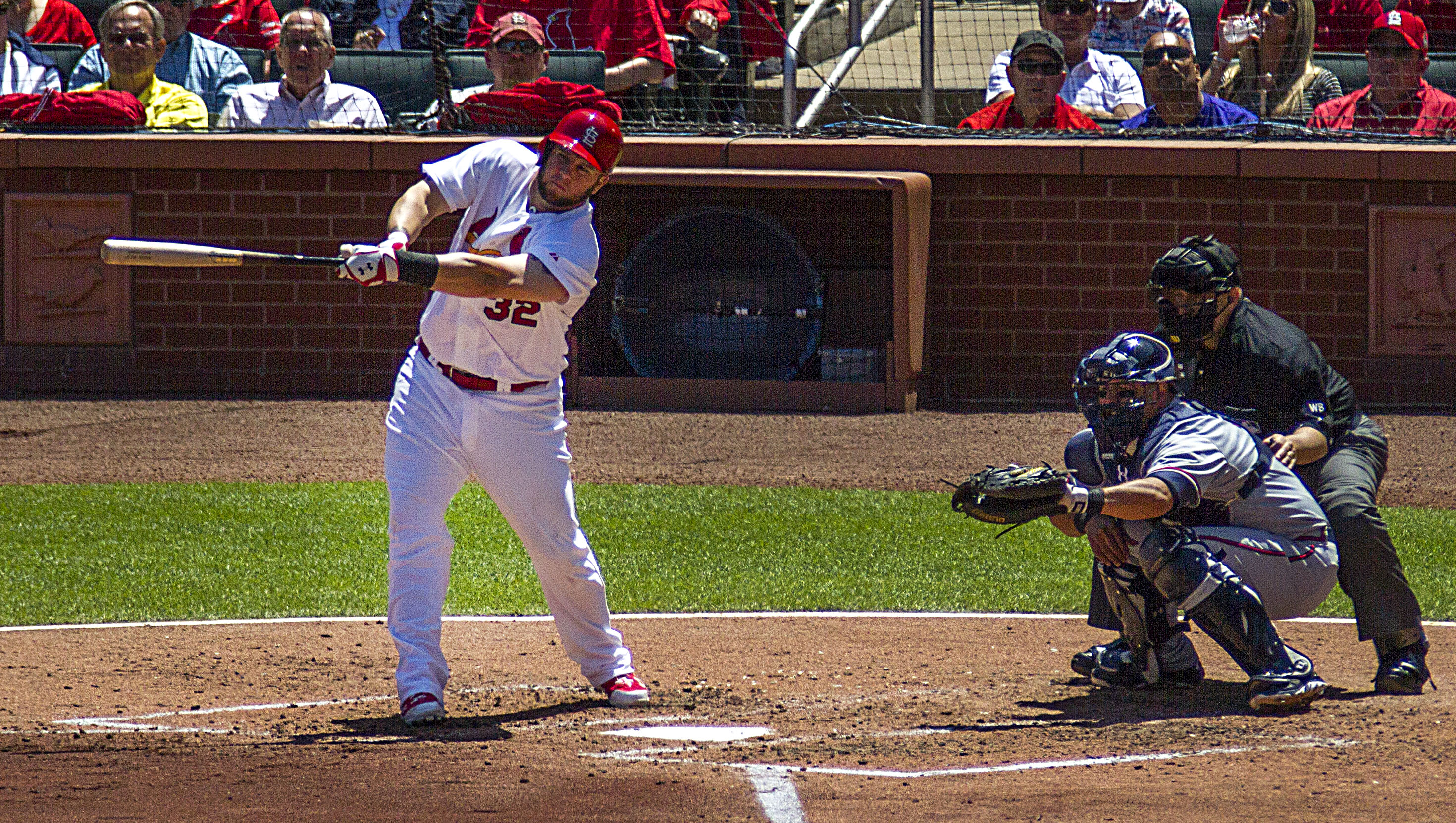
Matt Carpenter au bâton en 2014 dans un match face aux Braves d'Atlanta.

Après l'échange du joueur de troisième David Freese aux Angels après la saison 2013, l'embauche de Mark Ellis et l'émergence du jeune joueur de deuxième but Kolten Wong, et l'émergence du les Cardinals ramènent Carpenter au troisième coussin pour la saison 2014.
Le 8 mars 2014, Carpenter signe une prolongation de contrat de 6 saisons qui le lie aux Cardinals jusqu'en 2020.
Carpenter est invité au match des étoiles 2014, honorant ainsi sa 2e sélection en carrière.

### Saison 2022
Le 20 mars 2022, les ligues mineures des Rangers du Texas ont signé Matt Carpenter. Le 20 mai 2022, l'équipe de la ligue mineure des Rangers du Texas libèrent Matt Carpenter. Les Yankees de New York réclament le vétéran de 36 ans le 27 mai 2022 comme frappeur désigné, et quelques fois comme 2e et 3e but.

### Saison 2023
Le 20 décembre 2022, Matt Carpenter des Yankees de New York s'entend avec les Padres de San Diego pour la saison de la MLB 2022-2023 comme frappeur désigné et troisième but.